# 진무성
진무성(陳武晟, 1566년~?)은 조선 중기의 무신(武臣)이다. 본관은 여양, 자는 사규(士赳), 호는 송계(松溪)이다.

## 생애
전라도 흥양(興陽) 출신이다. 아버지는 진인해(陳仁海)이다.
1592년(선조 25) 임진왜란 때 이순신(李舜臣) 휘하의 군관으로 재직하면서 1592년 6월 당포 해전에서부터 공을 세우고 용명을 날렸다. 육전에서도 활약하여 진주전투에서 정찰과 연락 임무를 완수하여 수훈을 세웠다. 1597년 원균(元均)이 통제사가 되고 적의 재침으로 수군이 열세에 몰렸을 때에도 동요하지 않고 화공으로 적선을 무찔렀다. 뒤에 임진왜란의 전공으로 선무원종공신(宣武原從功臣)에 책록되었다.
34세가 되던 1599년에 별시(別試) 무과에 급제하고, 유원진첨사(柔遠鎭僉使)·경흥부사·통제영우후(統制營虞候) 등을 지냈다.
1627년(인조 5) 정묘호란이 일어나자 뒤에 장재(將才)가 거듭 인정되어 다시 북방요지 구성군수에 임명되었다.

## 사후
이조판서에 추증되고, 전라남도 고흥군 용강사(龍岡祠)에 제향되었다.